# Männliches Knabenkraut
Das Männliche Knabenkraut (Orchis mascula), auch Stattliches Knabenkraut, Manns-Knabenkraut und Kuckucks-Knabenkraut genannt, ist eine Pflanzenart aus der Gattung Knabenkräuter (Orchis) innerhalb der Familie der Orchideen (Orchidaceae).

## Beschreibung

### Habitus und Blätter
Das Männliche Knabenkraut ist eine ausdauernde, krautige Pflanze, die Wuchshöhen von bis zu 70 Zentimetern erreicht (der Stängel 15–50 Zentimeter, der zylindrische Blütenstand 12–20 Zentimeter). Die in einer grundständigen Rosette angeordneten Laubblätter sind eiförmig-lanzettlich und können ungefleckt, gesprenkelt oder purpurrot gefleckt sein.

### Blütenstand und Blüte

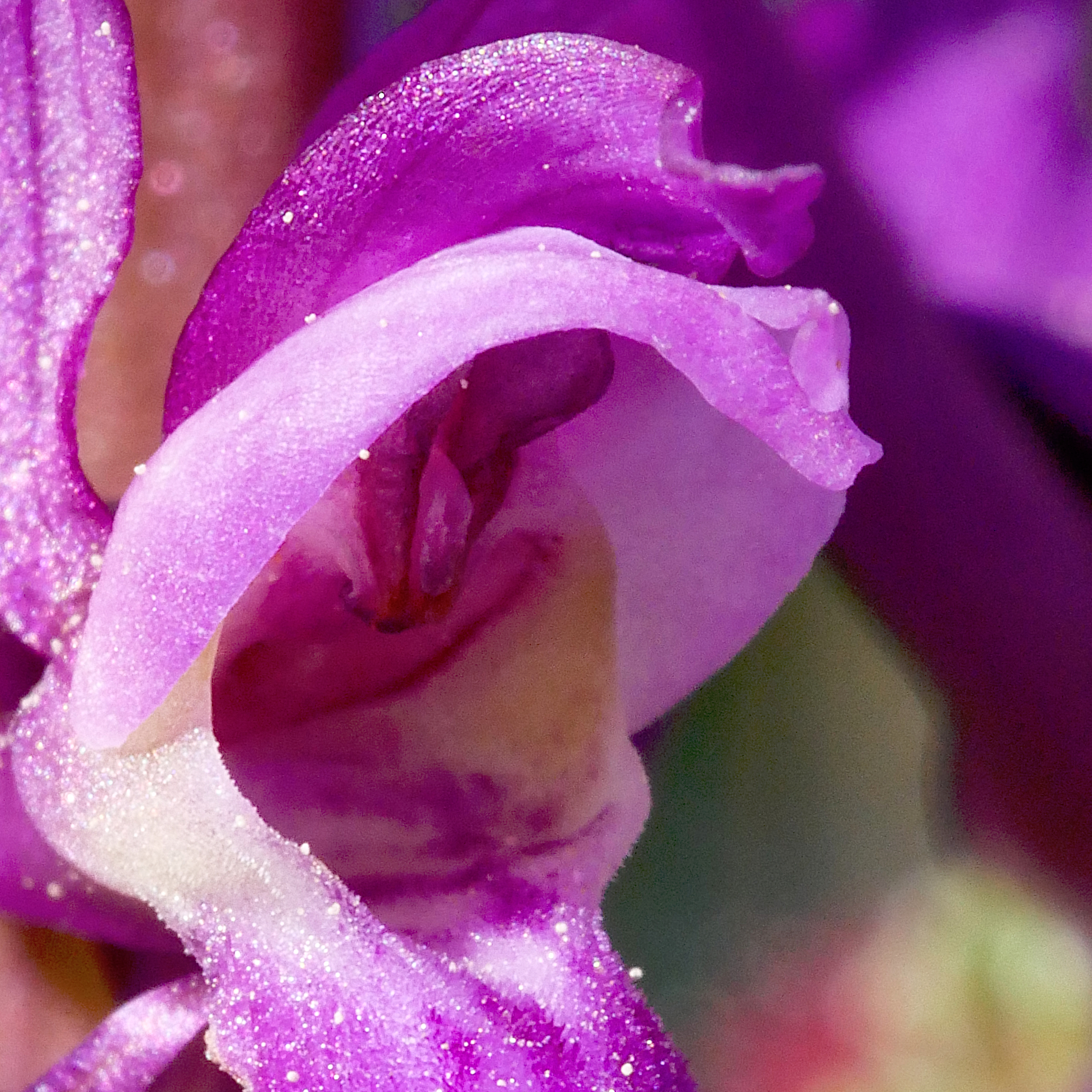
Blüte – Kronblätter und mittleres Kelchblatt bilden eine Art Helm

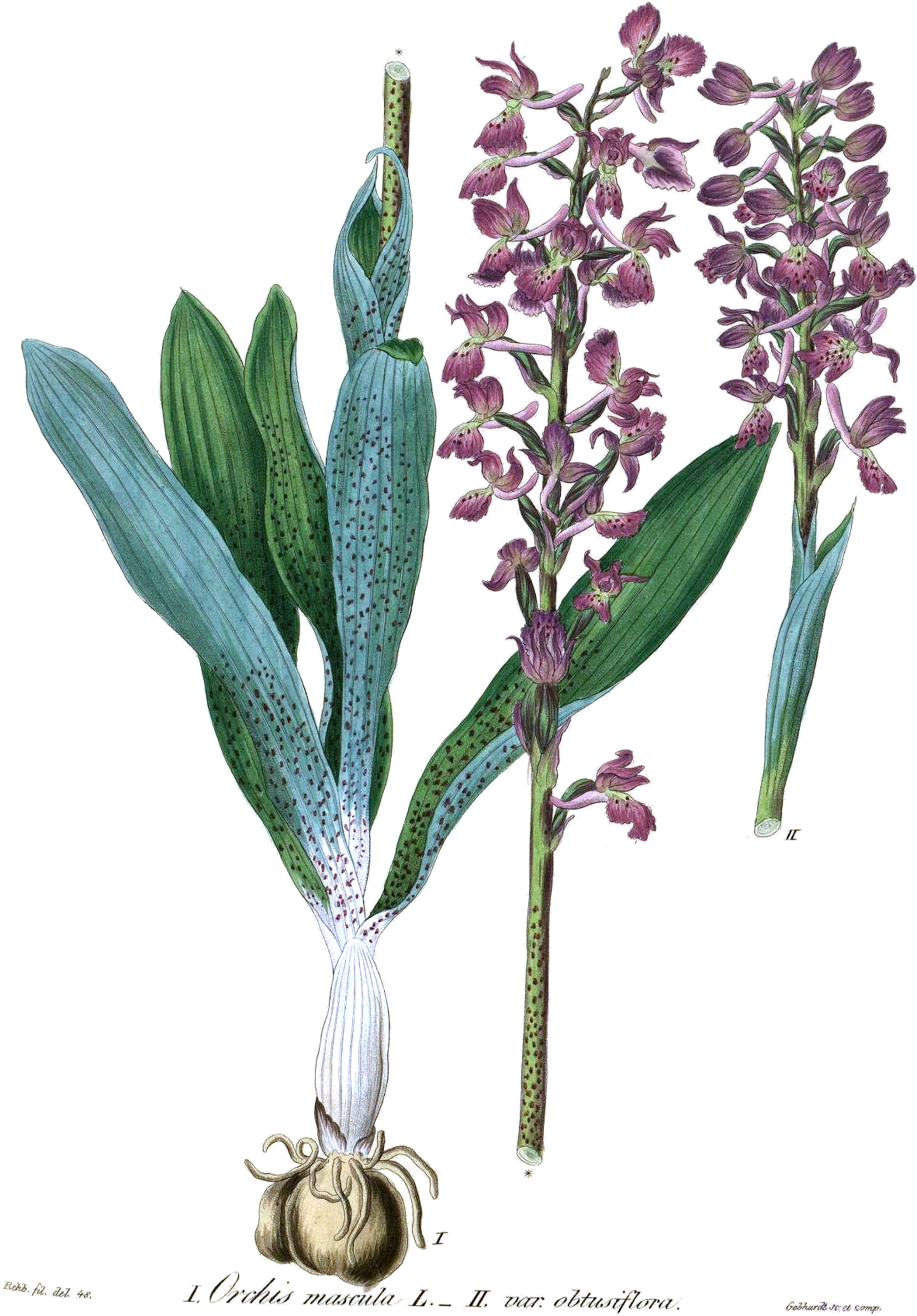
Illustration

Die Blütezeit reicht von Ende April bis Anfang Juni. Einige Blüten stehen in einem Blütenstand zusammen. Die zwittrigen Blüten sind zygomorph und dreizählig. Die seitlichen Kelchblätter sind bei vollständig geöffneten Blüten nach oben stehend und nach außen gedreht. Das mittlere Kelchblatt bildet mit den Kronblättern einen Helm. Die Lippenform ist variabel: deutlich oder nur andeutungsweise dreilappig. Die Basis ist heller mit dunkleren Punkten und der Lippenrand ist meist gefranst. Die Blütenfarbe reicht von hellviolett bis violett, von hellpurpurrot bis purpurrot; Albinos sind selten, treten aber regelmäßig auf.
Die Chromosomenzahl beträgt 2n = 42.

## Ökologie
Die Blüten sind fast duftlos und es wird kein Nektar produziert. Es handelt sich blütenökologisch um eine Täuschblume. Die wichtigsten Bestäuber sind Hummeln; auch spontane Selbstbestäubung ist möglich.
Der Fruchtansatz schwankt zwischen 22,9 % und 47,8 %.

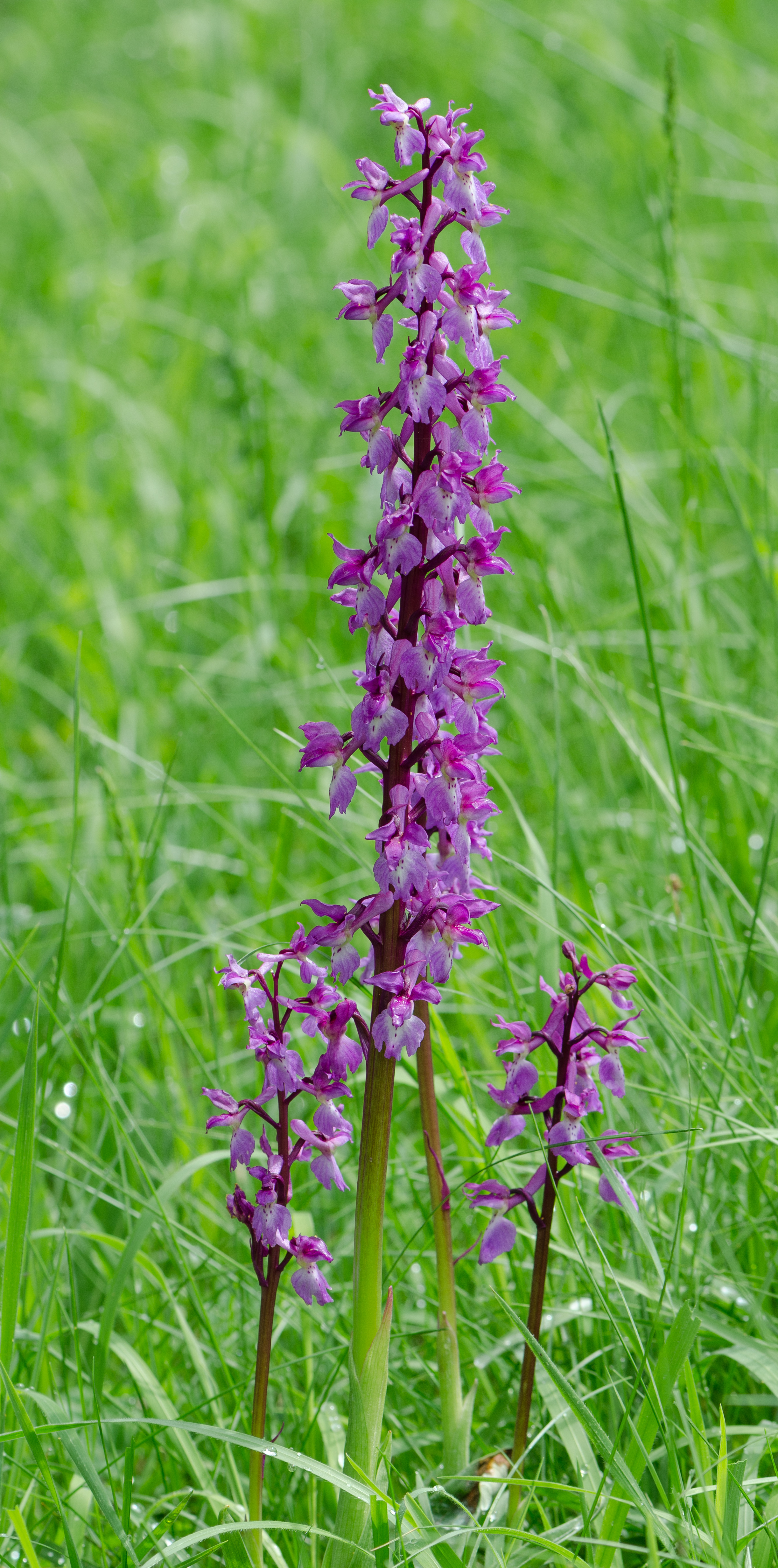
Orchis mascula, Formation in Magerrasen wachsend

## Vorkommen
Das Verbreitungsgebiet reicht von Nordeuropa und Mitteleuropa bis zum Iran und umfasst Makaronesien.
Es gibt Teil-Areale in Europa und Nordafrika. In der Schweiz ist das Männliche Knabenkraut noch weitverbreitet und nur in Gebieten mit intensiver Landwirtschaft selten. In Deutschland ist es ebenfalls weitverbreitet, doch sehr selten in Brandenburg. Zwischen Süd-Niedersachsen und Schleswig-Holstein sind nur wenige Standorte bekannt. Häufiger ist es in der Ostseeregion, z. B. auch auf der schwedischen Insel Öland. In Rheinland-Pfalz und Hessen gibt es reichlich Standorte von Orchis mascula. Hier mischen sich auch die beiden Unterarten Orchis mascula subsp. mascula und Orchis mascula subsp. speciosa, die am selben Standort nebeneinander vorkommen können. In Bayern gibt es südlich der Donau fast keine Standorte, zum Alpenvorland hin wird es wieder häufiger. In Baden-Württemberg ist es nur in Oberschwaben selten.
Das Männliche Knabenkraut besiedelt sehr unterschiedliche Standorte: lichte Wälder, Magerrasen, Bergwiesen, seltener Feuchtwiesen. Es gedeiht auf kalkhaltigen  bis kalkfreien Böden. Es kommt meist in Gesellschaften der Verbände Mesobromion oder Seslerion vor, in tieferen Lagen auch im Carici-Fagetum oder in Gesellschaften der Verbände Carpinion oder Quercion pubescentis, in montanen Lagen auch in Arrhenathereten. Nach Baumann und Künkele hat die Art in den Alpenländern folgende Höhengrenzen:  Deutschland 6–1900 Meter, Frankreich 1–2650 Meter, Schweiz 260–2650 Meter, Liechtenstein 430–1900 Meter, Österreich 275–2100 Meter, Italien 10–2450 Meter, Slowenien 50–1350 Meter. In Europa steigt die Art bis 2650 Meter Meereshöhe hoch, im Iran bis 2900 Meter Meereshöhe.
Durch die Fähigkeit, verschiedene Standorte zu besiedeln, ist das Männliche Knabenkraut noch nicht allzu selten. Es wurde von den Arbeitskreisen Heimische Orchideen (AHO) zur Orchidee des Jahres 2009 gewählt.

## Gefährdung und Naturschutz
Das Manns-Knabenkraut ist in Deutschland durch die BArtSchV besonders geschützt. Wie andere Erdorchideen auch ist das Manns-Knabenkraut in Anhang II des Washingtoner Artenschutzübereinkommens gelistet. Trotzdem werden zur Herstellung von Salep große Mengen der Knollen aus der Natur entnommen und auch innerhalb der EU illegal verkauft. Durch das Ausgraben der Wurzelteile wird die Pflanze zerstört, was teilweise zu Bestandsrückgängen führt.

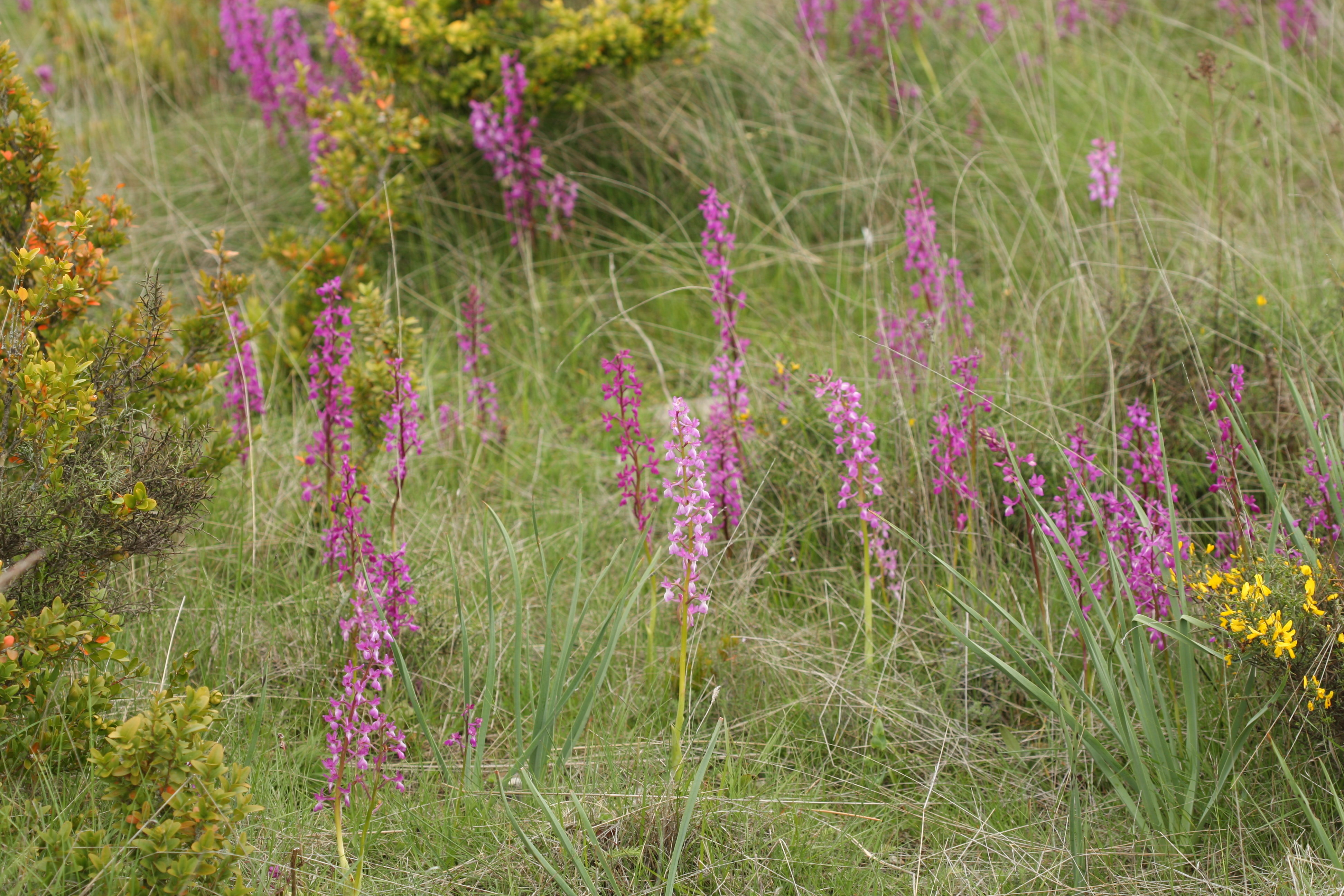
Spanisches Knabenkraut (Orchis mascula subsp. laxifloriformis)

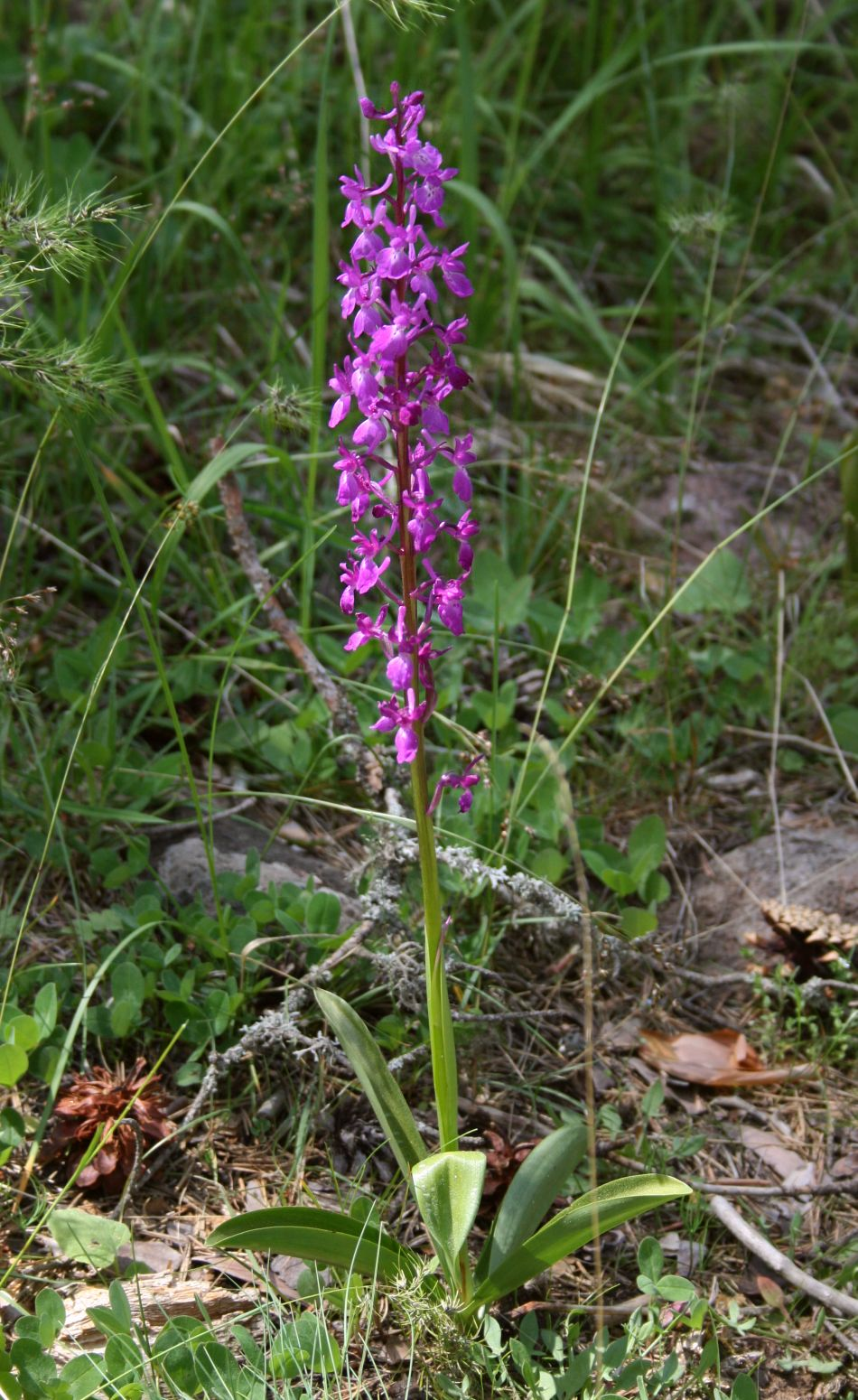
Kiefernwald-Knabenkraut (Orchis mascula subsp. pinetorum)

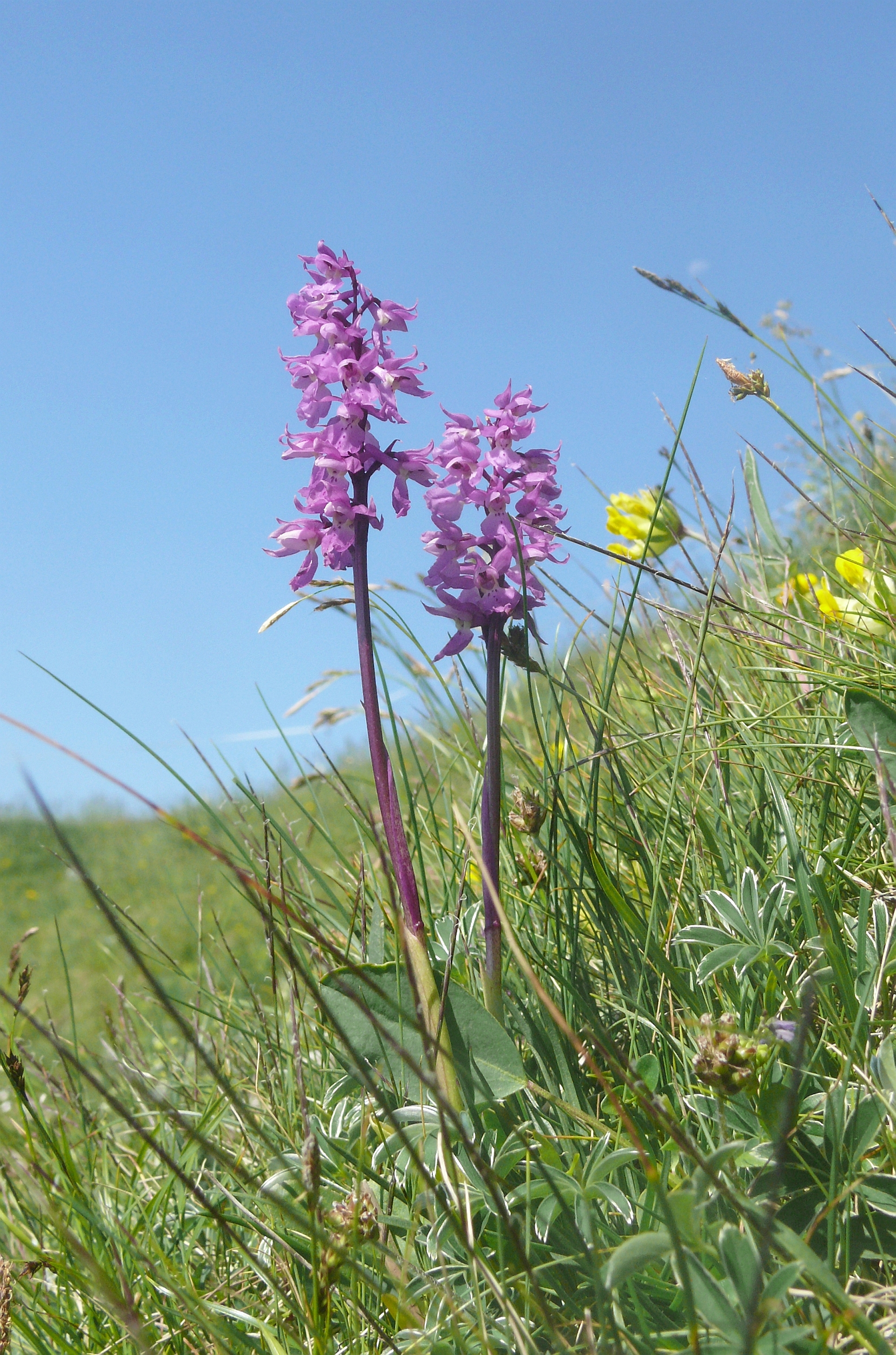
Prächtiges Knabenkraut (Orchis mascula subsp. speciosa) in den Allgäuer Alpen

## Taxonomie und Systematik
Das Männliche Knabenkraut wurde 1753 von Carl von Linné in Species Plantarum Tomus II, S. 941 als Varietät Orchis morio var.mascula erstbeschrieben. Er selbst erhob sie 1755 in Flora suecica, ed. 2, S. 310 als Orchis mascula (L.) L. in den Rang einer Art. Ein Synonym von Orchis mascula (L.) L. ist Androrchis mascula (L.) D. Tyteca & E. Klein.
Man kann die folgenden Unterarten unterscheiden:
- Orchis mascula subsp. mascula: Sie kommt in Europa vor, auch vom Mittelmeerraum bis zum Iran und auf den Kanaren.[3] Die ökologischen Zeigerwerte nach Landolt et al. 2010 sind in der Schweiz für diese Unterart: Feuchtezahl F = 3w (mäßig feucht aber mäßig wechselnd), Lichtzahl L = 3 (halbschattig), Reaktionszahl R = 4 (neutral bis basisch), Temperaturzahl T = 3+ (unter-montan und ober-kollin), Nährstoffzahl N = 3 (mäßig nährstoffarm bis mäßig nährstoffreich), Kontinentalitätszahl K = 4 (subkontinental).[7]
- Sardisches Knabenkraut (Orchis mascula subsp. ichnusae Corrias): Es kommt auf Korsika und Sardinien vor in Höhenlagen zwischen 300 und 1300 Metern Meereshöhe.[3][8]
- Spanisches Knabenkraut (Orchis mascula subsp. laxifloriformis Rivas Goday & B.Rodr., Syn.: Orchis langei Lange ex K.Richt.): Es kommt von den französischen und spanischen Pyrenäen bis Portugal und in Marokko vor in Höhenlagen zwischen 500 und 1500 Metern Meereshöhe.[3][8]
- Madeira-Knabenkraut (Orchis mascula subsp. scopulorum (Summerh.) H.Sund. ex H.Kretzschmar, Eccarius & H.Dietr., Syn.: Orchis scopulorum Summerh.): Es kommt im östlichen Teil von Madeira vor in Höhenlagen zwischen 800 und 1800 Metern Meereshöhe.[3][8]
- Prächtiges Knabenkraut (Orchis mascula subsp. speciosa (Mutel) Hegi, Syn.: Orchis signifera Vest, Orchis mascula subsp. signifera (Vest) Soó, Orchis speciosa Host): Es kommt in den europäischen Gebirgen und in Algerien vor.[3] Das Prächtige Knabenkraut wurde und wird oft nicht von Orchis mascula subsp. mascula unterschieden. Im Norden Deutschlands ist Orchis mascula subsp. mascula verbreitet, in Süddeutschland vor allem im Alpengebiet das Prächtige Knabenkraut. Dazwischen ist eine sehr breite Übergangszone, wo die Pflanzen Merkmale beider Unterarten in sich vereinen. In den Alpen dürften wohl alle Vorkommen zum Prächtigen Knabenkraut gehören. In den Allgäuer Alpen steigt es in Bayern am Gemstelkoblach gegen das Geißhorn bis zu 2060 Metern Meereshöhe auf.[9] Im gesamten Verbreitungsgebiet kommt diese Unterart zwischen 100 und 2600 Metern Meereshöhe vor.[8] Die ökologischen Zeigerwerte nach Landolt et al. 2010 sind in der Schweiz für diese Unterart: Feuchtezahl F = 3w (mäßig feucht aber mäßig wechselnd), Lichtzahl L = 4 (hell), Reaktionszahl R = 4 (neutral bis basisch), Temperaturzahl T = 2 (subalpin), Nährstoffzahl N = 3 (mäßig nährstoffarm bis mäig nährstoffreich), Kontinentalitätszahl K = 4 (subkontinental).[7]

Weitere Unterarten sind:
- Orchis mascula subsp. lapalmensis Leibbach & Ruedi Peter: Diese Unterart wurde 2007 von La Palma erstbeschrieben.[10]
- Langsporniges Männliches Knabenkraut (Orchis mascula subsp. longicalcarata Akhalk., H.Baumann, R.Lorenz, Mosul. & Ruedi Peter): Es kommt in Aserbaidschan, Georgien, im Irak und im Iran in Höhenlagen zwischen 100 und 2900 Metern vor.[8]
- Nordafrikanisches Knabenkraut (Orchis mascula subsp. maghrebiana B.Baumann & H.Baumann): Es kommt in Marokko und Algerien in Höhenlagen zwischen 1300 und 1800 Metern Meereshöhe vor.[8]
- Südfranzösisches Knabenkraut (Orchis mascula subsp. olbiensis (Reut. ex Gren.) Asch. & Graebn., Syn.: Orchis olbiensis Reut. ex Gren.): Es kommt in Portugal, Spanien, an der südfranzösischen Küste, in Marokko, Algerien und Tunesien vor in Höhenlagen zwischen 0 und 2000 Metern Meereshöhe.[8]
- Kiefernwald-Knabenkraut (Orchis mascula subsp. pinetorum (Boiss. & Kotschy) E.G.Camus): Es kommt in der Türkei vor in Höhenlagen zwischen 0 und 2400 Metern Meereshöhe.[8]
- Zierliches Knabenkraut (Orchis mascula subsp. tenera (Landwehr) Del Prete): Es kommt im östlichen Spanien in Höhenlagen zwischen 950 und 1700 Metern Meereshöhe vor.[8]